# Surdosage d'antidépresseurs tricycliques
 (février 2025).
 Mise en garde médicale
Le surdosage d’antidépresseurs tricycliques est une intoxication due à une prise excessive de médicaments de type antidépresseur tricyclique (ATC). Les symptômes peuvent inclure une température corporelle élevée, une vision floue, des pupilles dilatées, une somnolence, une confusion, des convulsions, une accélération du rythme cardiaque et un arrêt cardiaque. Si les symptômes ne se manifestent pas dans les six heures suivant l’exposition, leur apparition est peu probable.
Une surdose de TCA peut être accidentelle ou intentionnelle dans le but de provoquer la mort. La dose toxique varie selon le TCA spécifique. La plupart ne sont pas toxiques en dessous de 5 mg/kg, à l’exception de la désipramine, de la nortriptyline et de la trimipramine, qui deviennent généralement dangereuses à partir de 2,5 mg/kg,. Chez les jeunes enfants, une ou deux pilules peuvent être mortelles. Lorsqu’un surdosage est suspecté, un électrocardiogramme (ECG) doit faire partie de l’évaluation.
En cas de surdosage, l’administration de charbon actif est souvent recommandée. Il ne faut pas forcer la personne à vomir. Pour les patients présentant un complexe QRS large (> 100 ms), l’administration de bicarbonate de sodium est préconisée. En cas de convulsions, des benzodiazépines doivent être administrées. Chez les personnes en hypotension, un traitement par liquides intraveineux et noradrénaline peut être envisagé. L'utilisation d' une émulsion lipidique intraveineuse peut également être tentée.
Au début des années 2000, les antidépresseurs tricycliques figuraient parmi les causes d’intoxication les plus courantes. Aux États-Unis, plus de 12 000 cas ont été recensés en 2004. Au Royaume-Uni, ces surdoses ont causé environ 270 décès par an. Le premier cas signalé de surdosage aux ATC remonte à 1959.